# Jenno Berckmoes
Jenno Berckmoes (Gent, 4 februari 2001) is een Belgisch wielrenner die in 2024 zijn eerste seizoen rijdt bij Lotto-Dstny.

## Carrière
Vanaf 2022 tot 2023 reed hij als beroepsrenner voor Sport Vlaanderen-Baloise. Op 20 september 2021 werd Berckmoes 22e bij het WK tijdrijden voor beloften in Vlaanderen. In 2024 maakte hij de overstap naar Lotto-Dstny.

## Overwinningen
2024
5e etappe Internationale Wielerweek
Muur Classic
2025
4e etappe Ronde van België

## Resultaten in voornaamste wedstrijden
| Jaar | Ronde van Italië | Ronde van Frankrijk | Ronde van Spanje |
| ---- | ---------------- | ------------------- | ---------------- |
| 2022 |                  |                     |                  |
| 2023 |                  |                     |                  |
| 2024 |                  |                     |                  |
| 2025 |                  | 66e                 |                  |

| Jaar | Milaan-San Remo | Gent-Wevelgem | Ronde van Vlaanderen | Amstel Gold Race | Luik-Bast.‑Luik | Waalse Pijl | Brabantse Pijl |
| ---- | --------------- | ------------- | -------------------- | ---------------- | --------------- | ----------- | -------------- |
| 2022 |                 |               |                      | 61e              | 110e            | 115e        | 17e            |
| 2023 |                 |               | opgave               | 59e              | 102e            |             | 20e            |
| 2024 |                 |               | 44e                  | 60e              |                 | opgave      | 15e            |
| 2025 | 60e             | 8e            | opgave               |                  |                 |             |                |

## Ploegen
- 2022 –  Topsport Vlaanderen-Baloise
- 2023 –  Team Flanders-Baloise
- 2024 –  Lotto-Dstny
- 2025 –  Lotto

Apers · Berckmoes · Bonneu · Braet · Colman · 
De Pestel · De Vylder · De Wilde · Dens · 
Fretin · Ghys · Herregodts · Hesters · Marit · Mertens · Reynders · Van Poucke · Van Rooy · Vanhoof · Verwilst · Weemaes
Apers · Berckmoes · Bonneu · Braet · Claeys · Clynhens · Colman · De Pestel · De Vylder · De Wilde · Dens · Fretin · Gerits · Hesters · Maris · Van Hemelen · Van Poucke · Vandenbranden · Vanhoof · Verwilst
Adamietz · Berckmoes · Beullens · Campenaerts · Currie · De Buyst · De Gendt · De Lie · Drizners · Eenkhoorn · Gregaard · Grignard · Guarnieri · Kron · Livyns · Menten · Moniquet · Paasschens · Segaert · Taminiaux · Sepúlveda · Slock · Vandenabeele · Van de Paar · Van Eetvelt · Van Gils · Van Moer · Vanhoucke · Vermeersch